# Patrick Cassidy (Komponist)
Patrick Cassidy (* 1956 in Claremorris, County Mayo) ist ein irischer Komponist.

## Biografie
Patrick Cassidy erhielt 1985 seinen Master in Mathematik an der University of Limerick. Anschließend arbeitete er bis 1989 als Analyst bei Irish Marketing Surveys, bevor er die Firma verließ und sich als Komponist selbständig machte. Er war nebenbei noch als Berater tätig, bis er 1999 Irland verließ, um mit seiner Familie nach Los Angeles zu ziehen.
Er veröffentlichte mit Cruit 1988 sein Debütalbum, wonach mit Children of Lir, Famine Remembrance und Deirdre of the Sorrows, sowie die beiden Kooperationen Immortal Memory und Ashes and Snow mit der australischen Komponistin Lisa Gerrard folgten. Seit 1995 arbeitete er auch vereinzelt als Filmkomponist und schrieb die Filmmusiken zu Filmen wie Salem’s Lot – Brennen muss Salem, Edgar Allan Poe’s Das Grab der Ligeia und zuletzt Am Sonntag bist Du tot.
Er schuf Kantaten und Oratorien, wobei er traditionelle irische Texte und Themen verarbeitete. Seine Arie „Vide Cor Meum“ fand in den Filmen Hannibal und Königreich der Himmel Verwendung.
2019 veröffentlichte er eine große Kantate, die er "The Mass" nannte. Sie wurde 2019 mit dem London Symphony Orchestra uraufgeführt. 
Seine erste Oper Dante - From Inferno to Paradise wurde am 15. Juni 2024 am Theater Hof uraufgeführt.
2024 veröffentlichte er außerdem eine Arie in Kooperation mit der Kylemore Abbey.
2025 veröffentlichte er seine Interpretation der traditionellen Ave Maria Texte.

## Diskografie
- 1988: Cruit
- 1993: Children of Lir
- 1996: Famine Remembrance
- 1998: Deirdre of the Sorrows
- 2004: Immortal Memory (mit Lisa Gerrard)
- 2006: Ashes and Snow (mit Lisa Gerrard)
- 2013: Calvary
- 2016: The Irish Rebellion
- 2019: The Mass
- 2024: Dante - from inferno to paradise
- 2024: Kylemore Magnificat
- 2025: Ave Maria

## Filmografie (Auswahl)
- 1995: Broken Harvest
- 2003: Confessions of a Burning Man (Dokumentation)
- 2004: Salem’s Lot – Brennen muss Salem (Salem's Lot)
- 2005: Ashes and Snow (Dokumentation)
- 2006: The Front Line
- 2007: Breaking the Ice (Dokumentation)
- 2008: Romans 12:20 (Kurzfilm)
- 2009: Edgar Allan Poe’s Das Grab der Ligeia (The Tomb)
- 2011: Bulletproof Gangster (Kill the Irishman)
- 2014: Am Sonntag bist du tot (Calvary)
- 2016: The Irish Rebellion